# 米爾內 (鮑里斯皮爾區)
50°10′44″N 31°10′24″E / 50.17889°N 31.17333°E
米爾內（烏克蘭語：Мирне），是位於烏克蘭北部的村莊，由基輔州鮑里斯皮爾區的沃龍基夫市鎮負責管轄。該村始建於1916年，面積3.38平方公里，海拔高度126米，2001年人口1678，人口密度每平方公里496人。